# Спиридон (Морозов)
Епископ Спиридон (в миру Дмитрий Анатольевич Морозов; 25 декабря 1987, деревня Бурново, Бирский район, Башкирская АССР) — архиерей Русской православной церкви, епископ Бирский и Белорецкий.
Тезоименитство — 12 (25) декабря (память святителя Спиридона Тримифунтского).

## Биография
Родился 25 декабря 1987 года в деревне Бурново Бирского района Башкирской АССР. В школьные годы исполнял послушания алтарника и регента-псаломщика в храмах города Бирска.
В 2005—2010 годах обучался в Екатеринбургской духовной семинарии. По окончании семинарии направлен в Уфимскую епархию, исполнял послушание заведующего хозяйством Михаило-Архангельского и Никольского храмов города Бирска.
19 августа 2010 года архиепископом Уфимским и Стерлитамакским Никоном (Васюковым) рукоположен в сан диакона и направлен для прохождения служения в храм праведного Симеона Верхотурского города Уфы.
26 августа 2010 года в храме праведного Симеона Верхотурского города Уфы архиепископом Уфимским Никоном рукоположен в сан иерея.
В 2010—2011 годах проходил срочную службу в рядах внутренних войск МВД ВС РФ в Уфе.
С 2011 года — ключарь собора Рождества Пресвятой Богородицы города Уфы, также исполнял послушание эконома Уфимского епархиального управления.
В 2012 году направлен на пастырское служение в новообразованную Салаватскую епархию Башкортостанской митрополии и назначен настоятелем Успенского кафедрального собора города Салавата.
С 2013 года — руководитель пресс-службы Салаватской епархии.
В 2013 году окончил Киевскую духовную академию со степенью кандидата богословия.
В 2014 году назначен представителем от Салаватской епархии в комиссию по межконфессиональным и межнациональным отношениям при главе администрации города Салавата.
5 июня 2016 года Патриарх Московский и всея Руси Кирилл совершил чин великого освящения храма Рождества Пресвятой Богородицы в Уфе и Божественную литургию в новоосвященном храме, за которой награждил его медалью преподобного Сергия Радонежского «за усердные труды в деле реконструкции Успенского кафедрального собора г. Салавата, строительству духовно-просветительского центра и епархиального управления Салаватской епархии».
В 2017 году совместно с профессором И. А. Сыровым стоял у истоков и являлся идейным вдохновителем создания и образования факультета Теологии на кафедре истории, кибернетики и чувашского языка Стерлитамакского филиала Башкирского государственного университета (ныне Уфимский университет науки и технологий).
21 февраля 2018 года в Покрово-Еннатском мужском монастыре села Дедово Федоровского района Башкирии епископом Салаватским и Кумертауским Николаем пострижен в монашество с именем Спиридон в честь святителя Спиридона Тримифунтского.
10 июля 2018 года епископа Салаватским и Кумертауским Николаем назначен управляющим делами (секретарем) Салаватской епархии.
С 2018 года — доцент кафедры всеобщей истории и философских дисциплин Стерлитамакского филиала Башкирского государственного университета (ныне Уфимский университет науки и технологий), преподаватель дисциплин богословского цикла по основной образовательной программе «История и философия Православия» в рамках направления «Теология».

### Архиерейство
15 октября 2018 года решением Священного Синода (журнал № 75) избран епископом Бирским и Белорецким.
20 октября 2018 года в храме Покрова Пресвятой Богородицы села Корнеевка Мелеузовского района Башкортостана митрополитом Уфимским Никоном (Васюковым) возведен в сан архимандрита.
25 октября 2018 года в Тронном зале кафедрального соборного Храма Христа Спасителя в Москве состоялось наречение во епископа Бирского и Белорецкого.
2 декабря 2018 года в Храме Христа Спасителя состоялась его хиротония во епископа Бирского и Белорецкого, которую совершили: Патриарх Кирилл, митрополит Санкт-Петербургский и Ладожский Варсонофий, митрополит Филиппопольский Нифон (Сайкали) (Антиохийский патриархат), митрополит Истринский Арсений (Епифанов), митрополит Уфимский и Стерлитамакский Никон (Васюков), митрополит Ставропольский и Невинномысский Кирилл (Покровский), архиепископ Сергиево-Посадский Феогност (Гузиков), архиепископ Верейский Амвросий (Ермаков), архиепископ Солнечногорский Сергий (Чашин), архиепископ Егорьевский Матфей (Копылов), епископ Дмитровский Феофилакт (Моисеев), епископ Орехово-Зуевский Пантелеимон (Шатов), епископ Салаватский и Кумертауский Николай (Субботин), епископ Балашихинский Николай (Погребняк), епископ Нефтекамский и Октябрьский Амвросий (Мунтяну), епископ Домодедовский Иоанн (Руденко).